# Verbandkasten

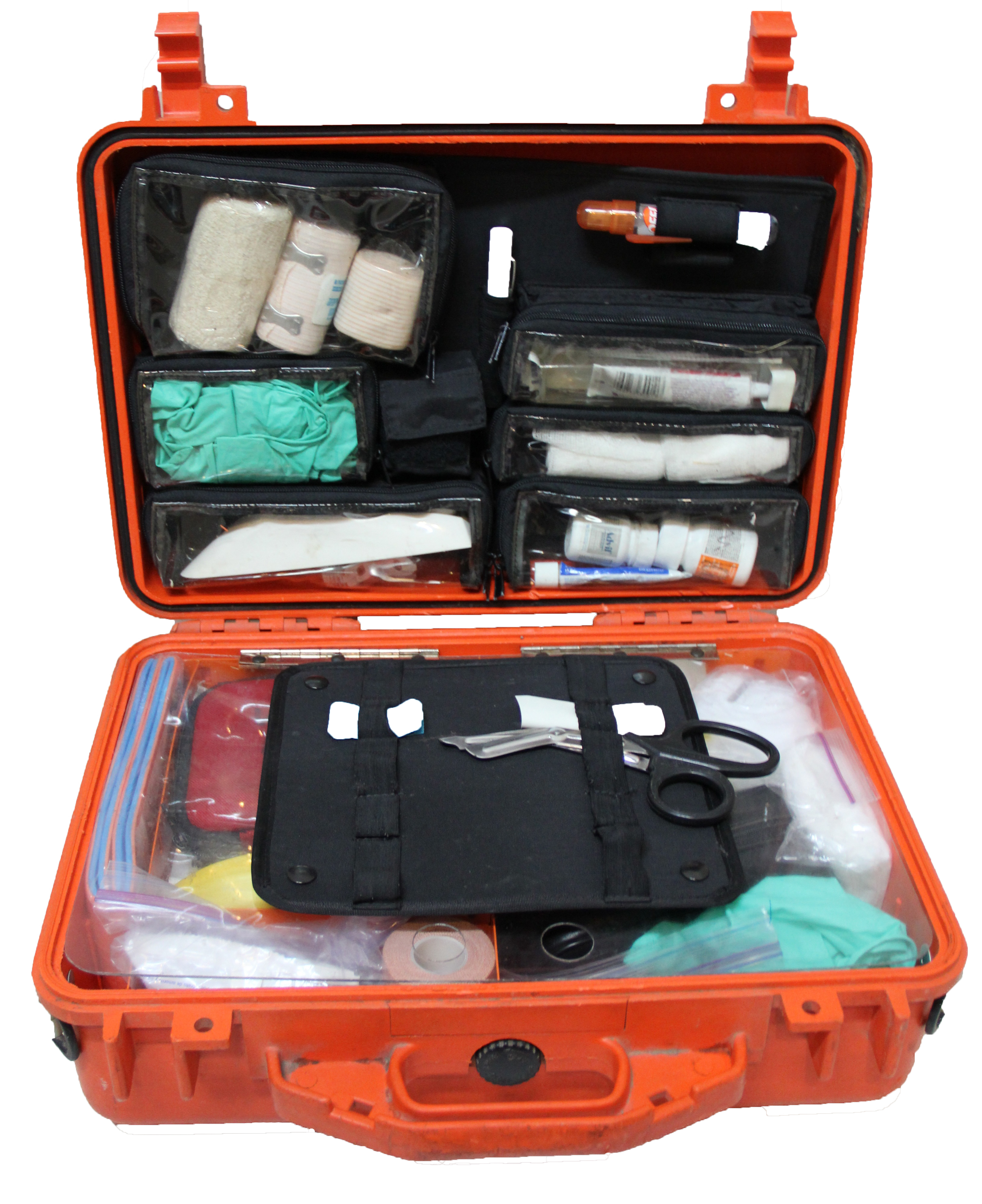
Erste-Hilfe-Kasten

Rettungszeichen E003 Erste Hilfe nach ISO 7010 für Verbandkästen

Ein Verbandkasten (lt. StVZO, DIN) oder Verbandskasten, umgangssprachlich auch Erste-Hilfe-Kasten, Erste-Hilfe-Koffer oder Rot-Kreuz-Kasten, in Österreich – sofern zur Mitführung in Kraftfahrzeugen bestimmt – Autoapotheke, ist ein Behältnis mit Verbandmitteln und weiterer Ausrüstung für die Erste Hilfe.
In vielen Staaten existieren gesetzlich geregelte Mindeststandards für das Mitführen von Verbandkästen im Straßenverkehr und das Vorhalten von Erste-Hilfe-Material in Betrieben im Zuge des Arbeitsschutzes. Deshalb sind Verbandkästen in diesen Bereichen auch am weitesten verbreitet. Die Vorschriften können sich hierbei von Land zu Land jedoch mitunter stark unterscheiden (zu Details siehe die entsprechenden Abschnitte).

## Allgemeines
Mit Verbandkästen können sowohl bewegliche Behältnisse, die meist aus Plastik oder Metall bestehen, gemeint sein als auch unbewegliche Kästen oder Behälter, die Verbandmaterial enthalten. Damit unbewegliche Verbandkästen von jedem schnell aufgefunden werden können, werden ihre jeweiligen Standorte in der Regel ausreichend groß und leicht erkennbar gekennzeichnet. Das Standardsymbol für einen solchen Erste-Hilfe-Standort ist ein weißes Kreuz auf grünem Grund (vgl. Abb. 1). Es ist in der EG-Richtlinie 92/58/EWG bzw. in der ISO-Norm ISO 3864 definiert. Die Verwendung des Roten Kreuzes als Symbol ist für allgemeine Verwendung offiziell nicht gestattet. Besonders in den USA wird teilweise das Schweizerkreuz verwendet.
Verbandkästen enthalten in der Regel nicht nur Verbandmaterial im engeren Sinne (Mullbinden, Wundauflagen, Dreiecktücher, Heftpflaster etc.), sondern darüber hinaus weiteres Material zur Leistung von Erster Hilfe wie Beatmungsmasken, Pinzetten und Einmalhandschuhe. Sinnvollerweise ist oft auch ein Inhaltsverzeichnis und eine Erste-Hilfe-Anleitung für den Laien vorhanden. Diese Ausstattung ist normalerweise für die Erste-Hilfe-Leistung im Alltag ausreichend, in Notfällen verfügt der Rettungsdienst ohnehin über eine noch weitaus umfangreichere Ausrüstung (vgl. Notfallkoffer). In manchen Teilen der Erde, die spezielle Gefahrenpotenziale bergen und wo im Gegensatz zu Europa kein flächendeckender Rettungsdienst gegeben ist, kann jedoch auch die eine oder andere Zusatzausrüstung für die Erste Hilfe von Vorteil sein.
Verbrauchtes Material ist nach der Verwendung zu entsorgen und zu ersetzen. Ebenso ist auch unverbrauchtes Material regelmäßig zu überprüfen. Die Sterilmaterialien (Kompressen, Verbandpäckchen und Verbandtuch) in einem Verbandkasten sind mit einem Verfalldatum versehen. Heftpflaster und Wundschnellverband werden mit der Zeit unbrauchbar, da der Klebstoff durch Alterung, begünstigt durch hohe Temperaturen, seine Klebkraft verliert. Ebenso werden die Einmalhandschuhe unter Umständen mit der Zeit porös, wenn sie aus Naturlatex sind. Unbrauchbar gewordenes Material ist daher zu ersetzen.
Verbandkästen können auch plombiert sein, um rasch feststellen zu können, ob sie vollständig sind oder Material entnommen wurde. In der Regel ist auch das Datum der letzten Überprüfung auf Gebrauchstauglichkeit durch die zuständige Person vermerkt.
Der korrekte Umgang mit Verbandmaterial sollte in einem Erste-Hilfe-Kurs erlernt und geübt werden.
Zusätzlich sollen Schulen, Bäder und Sportstätten laut der Bundesarbeitsgemeinschaft (BAG) Mehr Sicherheit für Kinder und der Deutschen Arbeitsgemeinschaft für Jugendzahnpflege eine Zahnrettungsbox vorrätig halten. Diese Box enthält ein Nährmedium, das dazu dient, einen Zahn oder Zahnfragmente im Falle eines Zahnunfalls vor dem Austrocknen zu bewahren.

## Deutschland

### Kraftfahrzeuge

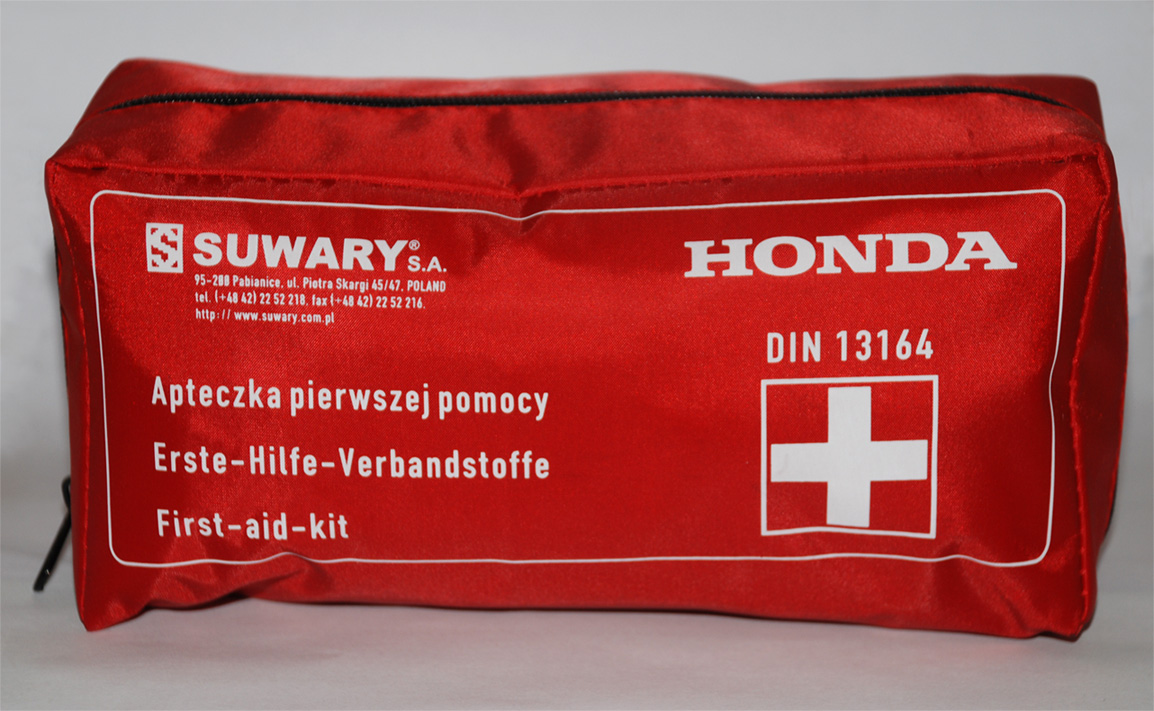
Verbandtasche für Pkw

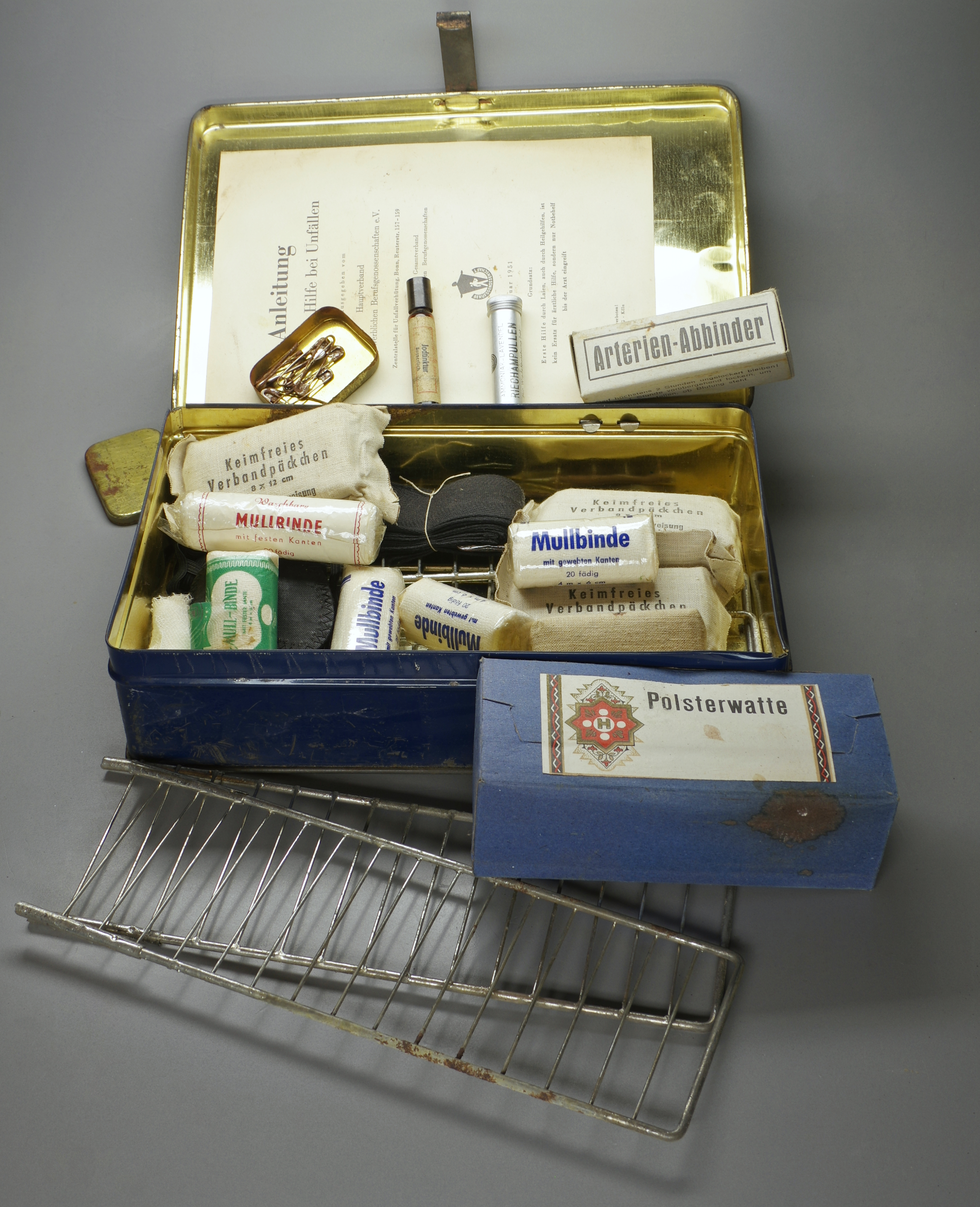
Verbandkasten für Kraftfahrzeuge aus den 1950er Jahren

Die Pflicht zum Mitführen eines Verbandkastens im Fahrzeug ist im § 35h Straßenverkehrs-Zulassungs-Ordnung (StVZO) geregelt. Hier wird der Begriff Erste-Hilfe-Material verwendet. In der Verordnung sind auch Ausnahmen aufgeführt, so besteht z. B. für Krafträder (Motorräder) im Gegensatz zu anderen EU-Staaten grundsätzlich keine Mitführpflicht.
Das Nichtmitführen des „Erste-Hilfe-Materials“ hat ggf. ein Verwarnungsgeld in Höhe von 5 bis 25 € zur Folge (Regelsätze).
Der Inhalt des Kfz-Verbandkastens ist in der DIN 13164 Erste-Hilfe-Material – Verbandkasten B festgelegt. Diese wurde zuletzt im Februar 2022 angepasst. Das Verbandtuch BR ist entfallen, die Anzahl der Dreiecktücher wurde von zwei auf eins reduziert, zudem wurden zwei staubgeschützt verpackte Gesichtsmasken erforderlich, die mindestens DIN EN 14683 Typ I entsprechen. Der Inhalt des Kfz-Verbandkastens wurde durch den Normenausschuss „Medizin“ im DIN Deutsches Institut für Normung e. V. nach den neusten medizinischen Erkenntnissen angepasst.
Diese Norm besagt nichts über das Verfalldatum, was lediglich aus § 7 Absatz 1 des Medizinproduktegesetzes (MPG) in Verbindung mit den Anforderungen des Anhangs I der Richtlinie 93/42/EWG des Rates vom 14. Juni 1993 über Medizinprodukte (ABl. L 169 vom 12. Juli 1993, S. 1), die zuletzt durch Artikel 2 der Richtlinie 2007/47/EG (ABl. L 247 vom 21. September 2007, S. 21) geändert worden ist, in der jeweils geltenden Fassung, resultiert. Daher sind Verwarnungsgelder wegen abgelaufener Verbandkästen rechtlich strittig.
Sollten in einem privat genutzten Kfz-Verbandkasten abgelaufene (sterile) Inhaltsteile ordnungsgemäß ersetzt worden sein, wäre das Datum auf der äußeren Hülle unbeachtlich, weil alle übrigen (unsterilen) Inhaltsteile, z. B. die Schere, bei Gebrauchstauglichkeit weiter verwendet werden dürfen. Damit stellt sich im Ergebnis bei privater Nutzung nicht die Frage, ob das Verfalldatum des Verbandkastens, sondern, ob das Verfalldatum einzelner Inhaltsteile abgelaufen ist. Ob die Polizei Letzteres prüft, ist fraglich.
Bei gewerblicher Nutzung eines Kfz-Verbandkastens (Lkw) trifft auch den Halter des Fahrzeugs die Pflicht zum Austausch. Dieser ist als gewerblicher „Betreiber“ des Verbandkastens Adressat des Medizinproduktegesetzes.
In Kraftomnibussen (KOM) muss nicht nur der Inhalt des Verbandkastens der DIN 13164 entsprechen, sondern auch der Kasten selbst. In anderen Kraftfahrzeugen ist die Art des Aufbewahrungsbehälters für das Erste-Hilfe-Material nicht vorgeschrieben. So gibt es auch Verbandkästen in Form von Kissen oder speziell an das Fahrzeug angepassten Boxen.

### Arbeitsschutz
Im gewerblichen Bereich kommen, je nach Art und personeller Größe des Betriebs, Verbandkästen in verschiedenen Ausführungen zum Einsatz. Dies schreiben die Verordnung über Arbeitsstätten (ArbStättV) und die Unfallverhütungsvorschrift Grundsätze der Prävention bzw. DGUV Vorschrift 1 (Umbenennung der bisherigen BGV A1 zum 1. Mai 2014) vor, die Füllung regelt die Technische Regeln für Arbeitsstätten ASR A4.3. Das Erste-Hilfe-Material ist nach Verbrauch, bei Unbrauchbarkeit oder nach Ablauf des Verfallsdatums zu ergänzen bzw. zu ersetzen.
Die Anzahl der in einem Betrieb notwendigen Verbandkästen richtet sich in erster Linie nach der Art des Betriebes, der Betriebsgröße und der Größe der verwendeten Verbandkästen. Ein großer Verbandkasten kann dabei aufgrund der Füllungsverhältnisse prinzipiell auch durch zwei kleinere Verbandkästen  ersetzt werden. Details zu den Mindestanzahlen siehe Vergleichstabelle:
| Art des Betriebes                                               | Mindestanzahl der bereitzuhaltenden Verbandkästen | Mindestanzahl der bereitzuhaltenden Verbandkästen | Mindestanzahl der bereitzuhaltenden Verbandkästen |
| Art des Betriebes                                               | Zahl der Beschäftigten                            | Kleiner Verbandkasten                             | Großer Verbandkasten                              |
| --------------------------------------------------------------- | ------------------------------------------------- | ------------------------------------------------- | ------------------------------------------------- |
| Verwaltungs- und Handelsbetriebe                                | 1–50                                              | 1                                                 | –                                                 |
| Verwaltungs- und Handelsbetriebe                                | 51–300                                            | –                                                 | 1                                                 |
| Verwaltungs- und Handelsbetriebe                                | 301–600                                           | –                                                 | 2                                                 |
| Verwaltungs- und Handelsbetriebe                                | für je 300 weitere Beschäftigte                   | –                                                 | +1                                                |
| Herstellungs-, Verarbeitungsbetriebe und vergleichbare Betriebe | 1–20                                              | 1                                                 | –                                                 |
| Herstellungs-, Verarbeitungsbetriebe und vergleichbare Betriebe | 21–100                                            | –                                                 | 1                                                 |
| Herstellungs-, Verarbeitungsbetriebe und vergleichbare Betriebe | 101–200                                           | –                                                 | 2                                                 |
| Herstellungs-, Verarbeitungsbetriebe und vergleichbare Betriebe | für je 100 weitere Beschäftigte                   | –                                                 | +1                                                |

### Füllungen
Die vorgeschriebenen Füllungen der Verbandkästen im Kfz-Bereich gleichen weitgehend denen im betrieblichen Bereich. Von besonderer Wichtigkeit ist das Inhaltsverzeichnis, in dem die Füllung im Wortlaut abgedruckt ist und nach dem der Verbandkasten (wieder) zu befüllen ist.
Die für Betriebe vorgegebenen Füllungen der DIN 13157 umfassen alles, was auch im Kfz-Verbandkasten nach DIN 13164 vorhanden ist, darüber hinaus sind allerdings noch Fingerkuppenverband, Fingerverband 120 mm × 20 mm, Pflasterstrip, Augenkompresse, Kälte-Sofortkompresse, Vliesstoff-Tuch und Folienbeutel vorgeschrieben. Die ebenfalls für Betriebe geeigneten Verbandkästen nach DIN 13169 unterscheiden sich von jenen der DIN 13157 nur dadurch, dass sie (außer Schere, Erste-Hilfe-Broschüre und Inhaltsverzeichnis) die doppelte Menge an Verbrauchsmaterial enthalten.
Anwendungsbereich DIN 13157 (65-tlg.)
Diese Norm gilt für Verbandkästen, die für die Verwendung in Verwaltungs- und Handelsbetrieben bis 50 Personen, in Herstellungs- und Verarbeitungsbetrieben bis 20 Personen und auf Baustellen bis 10 Personen vorgesehen sind. Diese Norm gilt auch für die Verwendung in Schulen und Kindergärten. Der Verbandkasten soll die Erste Hilfe am Unfallort fachgerecht ermöglichen.
Anwendungsbereich DIN 13160
Diese Norm regelte die Füllung von Sanitätstaschen bzw. Sanitätsumhängetaschen (gem. BBK) primär für den Einsatz im Katastrophenschutz (KatS), ist aber mittlerweile ersatzlos zurückgezogen worden. Die Ausstattungsliste des BBK gilt allerdings weiterhin.
Kindergärten und Schulen müssen bei Wanderungen, Exkursionen, Studienfahrten, Wintersportveranstaltungen, Sportveranstaltungen außerhalb der Sporthalle eine Erste-Hilfe-Ausstattung mitführen. Aus Ermangelung einer anderen Norm, auf die man verweisen kann, wird die Nutzung der Sanitätsumhängetasche nach DIN 13160 durch die Unfallversicherungsträger teilweise noch als Möglichkeit empfohlen. Der Inhalt der Sanitätsumhängetasche war jedoch für die Nutzung durch Ersthelfer nicht ausgelegt. In neueren Publikationen gibt es eigene Empfehlungen.
In der Normenrecherche auf beuth.de wird der folgende Hinweis gegeben: „Der Regelsetzer empfiehlt die Anwendung von DIN 13157:2009-11 .“
Anwendungsbereich DIN 13167
Obwohl es in Deutschland keine Pflicht zur Mitnahme eines Verbandkastens in Krafträdern gibt, existiert eine Norm, die speziell „Erste-Hilfe-Material für Krafträder“ definiert. Der Inhalt fällt deutlich geringer und damit platzsparender aus als beim Pkw-Verbandkasten. Des Weiteren ist kein fester Kasten gefordert, wodurch auch die Verpackung in einer schmutz- und feuchtigkeitsdichten Stoffhülle der Norm entspricht.
Anwendungsbereich DIN 13169 (127-tlg.)
Diese Norm gilt für Verbandkästen, die für die Verwendung in Verwaltungs- und Handelsbetrieben ab 51 Personen, in Herstellungs- und Verarbeitungsbetrieben ab 21 Personen und auf Baustellen ab 11 Personen vorgesehen sind. Der Verbandkasten soll die Erste Hilfe am Unfallort fachgerecht ermöglichen.
Anwendungsbereich DIN 14142
Für Feuerwehren existiert mit der DIN 14142 eine weitere Norm für einen 132-teiligen Verbandkasten.
Anwendungsbereich DIN 14143
Der Sanitätskasten nach DIN 14143 enthielt neben diversen Hilfsmitteln zur Ersten Hilfe auch Geräte zur Schockbekämpfung, zum Absaugen der Luftwege und für eine über längere Zeit durchzuführende Beatmung. Diese weitergehende Ausrüstung war zur Anwendung durch geschultes Sanitätspersonal gedacht. Der Sanitätskasten gehörte zur Beladung von Löschgruppenfahrzeugen 16 und Rüstwagen. Seit dem Rückzug der Norm wird an Stelle dessen auf andere Verbandkasten oder Notfallkoffer zurückgegriffen.
Details siehe Vergleichstabelle:
| Bezeichnung                                                         | Stückzahl laut DIN | Stückzahl laut DIN | Stückzahl laut DIN | Stückzahl laut DIN | Stückzahl laut DIN | Stückzahl laut DIN | Stückzahl laut DIN |
| Bezeichnung                                                         | 13157              | 13160              | 13164              | 13167              | 13169              | 14142              |                    |
| Bezeichnung                                                         | Betr.<50 Schulen   | KatS (Schule)      | Kfz                | Kraft- räder       | Betr.>50           | Feuerwehr          |                    |
| ------------------------------------------------------------------- | ------------------ | ------------------ | ------------------ | ------------------ | ------------------ | ------------------ | ------------------ |
| Heftpflaster DIN 13019 – A 5 m × 2,5 cm                             | 1                  | 1                  | 1                  | 1 2                | 2                  | 2                  |                    |
| Wundschnellverband DIN 13019 – E 100 cm × 8 cm, wasserfest          | –                  | –                  | –                  | –                  | –                  | 1                  |                    |
| Wundschnellverband DIN 13019 – E 10 cm × 6 cm                       | 12 6               | 8                  | 4                  | 4 2                | 24 6               | 8                  |                    |
| Fingerkuppenverband                                                 | 6                  | –                  | 2                  | 2                  | 12 6               | 4                  |                    |
| Fingerverband – 120 mm × 20 mm                                      | 6                  | –                  | 2                  | 2                  | 12 6               | 4                  |                    |
| Pflasterstrip – 19 mm × 72 mm                                       | 6                  | –                  | 2                  | 2                  | 12 6               | 4                  |                    |
| Pflasterstrip – 25 mm × 72 mm                                       | 12 6               | –                  | 4 2                | 4 2                | 24 6               | 8                  |                    |
| Verbandpäckchen DIN 13151 – K                                       | 1                  | 1                  | 1 2                | –                  | 2 1                | –                  |                    |
| Verbandpäckchen DIN 13151 – M                                       | 3                  | 2                  | 2                  | 1 2                | 6                  | 6                  |                    |
| Verbandpäckchen DIN 13151 – G                                       | 1                  | 2                  | 1                  | 1 2                | 2 1                | 4                  |                    |
| Verbandtuch DIN 13152 – BR (40 × 60 cm)                             | – 1                | 2                  | – 5                | –                  | – 1                | 2                  |                    |
| Verbandtuch DIN 13152 – A (60 × 80 cm)                              | 1                  | 1                  | 1                  | 1                  | 2                  | 2                  |                    |
| Verbandtuch DIN 13152 – B (80 × 120 cm)                             | –                  | –                  | –                  | –                  | –                  | 2                  |                    |
| Kompresse – 100 mm × 100 mm                                         | 6                  | 6                  | 6                  | –                  | 12                 | 12                 |                    |
| Augenkompresse – einzeln steril verpackt, Mindestmaße 50 mm × 70 mm | 2                  | –                  | –                  | –                  | 4                  | 2                  |                    |
| Kälte-Sofortkompresse – Fläche min. 200 cm²                         | 1                  | –                  | –                  | –                  | 2 1                | 2                  |                    |
| Rettungsdecke – 2,1 m × 1,6 m                                       | 1                  | 1                  | 1                  | 1                  | 2                  | 4                  |                    |
| Fixierbinde DIN 61634 – FB 6                                        | 2 1                | 2                  | 2                  | –                  | 4 1                | 10                 |                    |
| Fixierbinde DIN 61634 – FB 8                                        | 2 1                | 2                  | 3                  | –                  | 4 1                | 10                 |                    |
| Netzverband für Extremitäten – min. 4 m gedehnt                     | – 1                | –                  | –                  | –                  | – 1                | 2                  |                    |
| Kompressionsbinde 5 m 3 × 8 cm                                      | – 1                | –                  | –                  | –                  | – 1                | 1                  |                    |
| Dreiecktuch DIN 13168 – D                                           | 2                  | 2                  | 1 5                | –                  | 4                  | 4                  |                    |
| Schere DIN 58279 – B 190                                            | 1                  | 1                  | 1 4                | 1 4                | 1                  | 2                  |                    |
| Folienbeutel – min. 300 mm × 400 mm                                 | 2                  | –                  | –                  | –                  | 4                  | 2 3                |                    |
| Vliesstoff-Tuch – min. 200 mm × 300 mm                              | 5 1                | –                  | –                  | –                  | 10 1               | - 3                |                    |
| Einmalhandschuh nach DIN EN 455                                     | 4                  | 8                  | 4                  | 4                  | 8                  | 12                 |                    |
| Diagnostikleuchte                                                   | –                  | 1                  | –                  | –                  | –                  | –                  |                    |
| Verletztenanhängekarte                                              | –                  | 5                  | –                  | –                  | –                  | –                  |                    |
| Splitterpinzette                                                    | –                  | –                  | –                  | –                  | –                  | 1                  |                    |
| Notfallbeatmungshilfe für Laien nach DIN 13154                      | –                  | –                  | –                  | –                  | –                  | 1                  |                    |
| Feuchttuch zur Reinigung unverletzter Haut                          | 4 6                | –                  | 2                  | 2                  | 8 6                | 10                 |                    |
| Meldeblock mindestens nach DGUV Information 204-021                 | –                  | –                  | –                  | –                  | –                  | 1                  |                    |
| Erste-Hilfe-Broschüre – Anleitung zur Ersten Hilfe bei Unfällen     | 1                  | –                  | 1                  | 1                  | 1                  | 1                  |                    |
| Gesichtsmasken, min. Typ I, nach DIN EN 14683                       | 2 6                | –                  | 2 5                | –                  | 4 6                | –                  |                    |
| Inhaltsverzeichnis                                                  | 1                  | 1                  | 1                  | 1                  | 1                  | 1                  |                    |

Weiterhin gibt es für den Rettungs- bzw. Sanitätsdienst den Notfallkoffer (siehe dort) mit einer Notfall-Ausrüstung nach DIN 13232 sowie den kleineren Sanitätskoffer entsprechend der DIN 13155.

### Kennzeichnung
Ein Verbandkasten nach DIN darf das Rettungszeichen „weißes Kreuz auf grünem Untergrund“ aufgedruckt haben.
Zusätzlich darf die jeweilige DIN angedruckt werden, hier gibt es zwei vom Gesetzgeber vorgesehene Varianten:
1. Ein Verbandkasten muss bestimmte Grundanforderungen bestehen (Wasserdichtigkeit, Bruchsicherheit, …), eine exakte Größe oder Art ist jedoch nicht vorgeschrieben. Erfüllt ein Verbandkasten nach DIN 13157 jedoch die Abmessungen 25,5 × 16,6 × 8 cm bzw. nach DIN 13169 die Abmessungen 35 × 25,5 × 10 cm, so darf die Kennzeichnung des Kastens lauten: DIN 13157-C bzw. DIN 13169-E.[16]
2. Alle anderen Behältnisse dürfen „Inhalt DIN …“ (13157, 13169, …) aufgedruckt haben.[17]

Weitere Kennzeichnungsoptionen bei Erfüllen der jeweiligen DIN sind:
- Andrucken des Verbandszeichens DIN
- Herstellername oder -zeichen
- Weitere Informationen sind erlaubt

## Österreich

### Kraftfahrzeuge

#### Allgemeine Hinweise
Im § 102 Abs. 10 Kraftfahrgesetz (KFG) ist für Kraftfahrzeuge (auch Zweiräder) lediglich
„… Verbandzeug, das zur Wundversorgung geeignet und in einem widerstandsfähigen Behälter staubdicht verpackt und gegen Verschmutzung geschützt ist …“ vorgeschrieben. Verbandpäckchen mit dem Aufdruck „Entspricht KFG § 102“ sind daher häufig nur sehr knapp bestückt und im Notfall keine große Hilfe. Meist fehlen in diesen Verbandpäckchen einfachste, jedoch sehr wichtige Materialien wie Einmalhandschuhe oder Beatmungshilfen. Besser ausgestattet sind Verbandpäckchen nach ÖNORM V 5100 bzw. V 5101. Auch Päckchen nach DIN 13164 werden angeboten.

#### Füllungen
Bei den Füllungen ist zwischen der ÖNORM V 5100 für einspurige Kraftfahrzeuge, und der ÖNORM V 5101 für mehrspurige Kraftfahrzeuge zu differenzieren. Da in einem mehrspurigen Kraftfahrzeug mehr Personen als in einem Einspurigen transportiert werden können, weist die ÖNORM V 5101 entsprechend größere Füllmengen auf. Details siehe Vergleichstabelle:
| Bezeichnung                                            | Maße/Größe/Sonstiges       | Stückzahl laut ÖNORM | Stückzahl laut ÖNORM |
| Bezeichnung                                            | Maße/Größe/Sonstiges       | V5101 mehrspurig     | V5100 einspurig      |
| ------------------------------------------------------ | -------------------------- | -------------------- | -------------------- |
| Dreiecktücher                                          | gem. ÖNORM K 2122          | 4                    | 2                    |
| Wundauflage, nicht verklebend, steril verpackt         | 10 cm × 10 cm              | 6                    | 2                    |
| Verbandtuch, nicht verklebend, steril verpackt         | 40 cm × 60 cm              | 1                    | –                    |
| Heftpflasterspule                                      | 2,5 cm × 5 m               | 1                    | 1                    |
| Heftpflaster, einzeln staubdicht verpackt              | 6 cm × 1,9 cm              | 5                    | 5                    |
| Wundschnellverband, einzeln staubdicht verpackt        | 6 cm × 10 cm               | 3                    | –                    |
| Momentverband groß, einzeln steril verpackt            | Gr. 3                      | 1                    | –                    |
| Momentverband mittel, einzeln steril verpackt          | Gr. 4                      | 1                    | 1                    |
| Mullbinden, elastisch, unbeschichtet, einzeln verpackt | 10 cm × 4 m                | 1                    | –                    |
| Mullbinden, elastisch, unbeschichtet, einzeln verpackt | 8 cm × 4 m                 | 2                    | 1                    |
| Mullbinden, elastisch, unbeschichtet, einzeln verpackt | 6 cm × 4 m                 | 2                    | –                    |
| Rettungsdecke, alubedampft, silber/gold                | 210 cm × 160 cm            | 1                    | 1                    |
| Verbandschere                                          | gem. ÖNORM K 2121 rostfrei | 1                    | 1                    |
| Einmalhandschuhe                                       |                            | 6                    | 4                    |
| Notfallbeatmungstuch                                   |                            | 1                    | 1                    |
| Erste-Hilfe-Anleitung                                  |                            | 1                    | 1                    |

### Arbeitnehmerschutz
In Österreich sind Arbeitgeber gemäß ArbeitnehmerInnenschutzgesetz (ASchG) dazu verpflichtet, dafür zu sorgen, dass Arbeitnehmern bei Verletzungen oder plötzlichen Erkrankungen angemessen Erste Hilfe geleistet werden kann. Dazu zählt insbesondere das Bereitstellen von geeigneten Mitteln zur Ersten Hilfe in ausreichender Anzahl. Die Mittel müssen laut § 26 ASchG sowie § 39 der Arbeitsstättenverordnung (AStV) in staubdichten Behältern, hygienisch einwandfrei, jederzeit gebrauchsfähig, leicht zugänglich und gut gekennzeichnet sein. In unmittelbarer Nähe hat sich darüber hinaus unter anderem eine Anleitung zur Erste-Hilfe-Leistung zu befinden.
Der Mindestinhalt jener Mittel zur Ersten Hilfe Leistung muss laut der für den Arbeitnehmerschutz zuständigen österreichischen Arbeitsinspektion den Vorgaben der ÖNORM Z 1020 entsprechen. Die einschlägigen Vorschriften gelten nicht nur für Arbeitsstätten und Baustellen, sondern aufgrund § 81 der Allgemeinen Arbeitnehmerschutzverordnung (AAV) auch für auswärtige Arbeitsstellen.

#### Mindestanzahlen
In der ÖNORM Z 1020 wird zwischen zwei Typen von Verbandkästen unterschieden, die unterschiedlich dimensioniert sind:
- Typ 1 – zulässig für Arbeitsbereiche mit bis zu 5 Arbeitnehmern
- Typ 2 – zulässig für Arbeitsbereiche mit bis zu 20 Arbeitnehmern.

Bei mehr als 20 Arbeitnehmern sind entsprechend den Arbeitsbedingungen ausreichend viele und gut erreichbare Verbandkästen zu platzieren.

#### Füllungen
Die Verbandkästen vom Typ 1 und Typ 2 sind mit dem gleichen Material ausgestattet. Allerdings weist der Verbandkasten nach Typ 2 dadurch, dass er für mehr Arbeitnehmer zugelassen ist, größere Stückzahlen beim Verbrauchsmaterial auf. Details siehe Vergleichstabelle:
| Bezeichnung                    | Maße/Größe/Sonstiges | Stückzahl Typ 1 | Stückzahl Typ 2 |
| ------------------------------ | --- | --------------- | --------------- |
| Dreiecktücher                  | gemäß ÖNORM K 2122 | 2               | 4               |
| Wundauflage oder Saugkompresse | (10 ±0,5) cm × (10 ±0,5) cm, nicht fasernd, nicht mit der Wunde verklebend, Wundseite erkennbar, einzeln steril und keimdicht verpackt                          | 6               | 15              |
| Verbandtuch                    | 40 cm × 60 cm, nicht fasernd, nicht mit der Wunde verklebend, Wundseite erkennbar, einzeln steril und keimdicht verpackt, Mindestsaugkapazität von 100 g Wasser | 1               | 3               |
| Heftpflasterspule              | mit Seitenscheiben und Schutzring, quer reißbar, 2,5 cm × 5 m                                                                                                   | 1               | 2               |
| Pflasterstrips                 | 6 cm × 1,9 cm, einzeln staubdicht verpackt | 20              | 40              |
| Pflasterschnellverband         | 6 cm × 10 cm, einzeln staubdicht verpackt | 6               | 10              |
| Momentverband mittel           | Binde 8 cm × 3 m, mit nicht mit der Wunde verklebendem Wundkissen 8 cm × 10 cm, einzeln steril und keimdicht verpackt                                           | 2               | 4               |
| Momentverband groß             | Binde 10 cm × 3 m, mit nicht mit der Wunde verklebendem Wundkissen 10 cm × 10 cm, einzeln steril und keimdicht verpackt                                         | 2               | 4               |
| Elastische Mullbinden          | 10 cm × 4 m, *) unbeschichtet, einzeln staubdicht verpackt | 2               | 4               |
| Elastische Mullbinden          | 8 cm × 4 m, *) unbeschichtet, einzeln staubdicht verpackt | 2               | 4               |
| Elastische Mullbinden          | 6 cm × 4 m, *) unbeschichtet, einzeln staubdicht verpackt | 2               | 4               |
| Fixierbinde (selbsthaftend)    | 8 cm × 4 m *) | 1               | 2               |
| Fingerschnellverband           | elastisches Band mit Wundkissen 3 cm × 3 m | 2               | 5               |
| Fingerlinge mit Haltebändern   | – | 2               | 3               |
| Rettungsdecke                  | 210 cm × 160 cm, aluminiumbedampft, silber/andersfarbig, Foliendicke 12 µm                                                                                      | 1               | 2               |
| Verbandschere                  | gemäß ÖNORM K 2121 | 1               | 1               |
| Medizinische Einmalhandschuhe  | gemäß ÖNORM EN 455-1, -2 und -3, nahtlos, groß | 6               | 10              |
| Einmalbeatmungsbehelf          | – | 1               | 1               |
| Splitterpinzette               | 8 cm, Metall, rostfrei **) | 1               | 1               |
| Erste-Hilfe-Anleitung          | entsprechend der Lehrmeinung einer anerkannten Rettungsorganisation                                                                                             | 1               | 1               |
| Inhaltsverzeichnis             | – | 1               | 1               |

## Schweiz

### Motorfahrzeuge
In der Schweiz sind Fahrzeuglenker nicht gesetzlich verpflichtet, Verbandkasten oder sonstiges Erste-Hilfe-Material mitzuführen. Das Strassenverkehrsgesetz (SVG) schreibt lediglich allgemein vor, dass man als Beteiligter bei Unfällen mit Personenschaden für Hilfe zu sorgen hat, gleichfalls als Unbeteiligter soweit dies zumutbar ist.
Die Entscheidung über die Anschaffung und Mitführung eines Verbandkastens wird somit dem Einzelnen überlassen. Unverbindliche Empfehlungen der größeren Schweizer Automobil- und Verkehrsklubs für die Mindestausstattung von geeigneten Verbandkästen scheint es hierfür nicht zu geben.
Will man ausreichend ausgestattetes Verbandmaterial für das eigene Fahrzeug erwerben, dürfte es am zielführendsten sein, sich einen Verbandkasten nach DIN 13164 zu besorgen. Dieser Norm entsprechende Erzeugnisse werden auch in der Schweiz vertrieben und sind entsprechend ausgewiesen.

### Arbeitsschutz
In der Schweiz ergeben sich gesetzliche Rahmenbedingungen für Verbandkästen im Betrieb mittelbar aus Artikel 36 der Verordnung 3 zum Arbeitsgesetz (ArGV3), welche die Rahmenbedingungen für die betriebliche Erste Hilfe festlegt. Der erste Absatz besagt:

„Für die erste Hilfe müssen entsprechend den Betriebsgefahren, der Grösse und der örtlichen Lage des Betriebs stets die erforderlichen Mittel verfügbar sein. Die Erste-Hilfe-Ausstattung muss gut erreichbar sein und überall dort aufbewahrt werden, wo die Arbeitsbedingungen dies erfordern.“

Weiters wird bestimmt, dass zu diesem Zweck nötigenfalls Sanitätsräume einzurichten und gut sichtbar zu kennzeichnen sind. Diese eher abstrakten Vorgaben sind praxisnäher und genauer in einer Wegleitung zu den Verordnungen 3 und 4 des Arbeitsgesetzes vom Staatssekretariat für Wirtschaft (SECO) ausformuliert. Als weitere praxisorientierte Informationsquelle für Erste Hilfe im Betrieb kann auch die Eidgenössische Koordinationskommission für Arbeitssicherheit (EKAS) dienen.

#### Mindestanzahlen
Laut SECO-Wegleitung ist in an einem Ort konzentrierten Kleinbetrieben „ohne besondere Gefahren“ zumindest ein einzelner Erste-Hilfe-Kasten vorzuhalten. Bei größeren Betrieben muss auf eine strategisch günstige Verteilung auf mehrere Gebäude bzw. Stockwerke Rücksicht genommen werden. Bei größeren Betrieben „mit besonderen Gefahren“ müssen eigene, jeweils mit Erste-Hilfe-Material bestückte Sanitätsräume eingerichtet werden. Dabei werden folgende Mindestzahlen für Sanitätsräume festgelegt: In Betrieben ohne besondere Gefahren ist mindestens eines ab 250 Beschäftigten, bei erhöhtem Gefahrenpotenzial bereits mindestens eines ab 100 Beschäftigten im selben Gebäude einzurichten.

#### Füllungen
Laut SECO-Wegleitung hat die Dimensionierung und Zusammenstellung des Erste-Hilfe-Materials und somit Verbandkastens entsprechend den im Betrieb vorhandenen Gefahren zu erfolgen. Es wird angegeben, dass in kleineren Betrieben ohne besondere Gefahren in der Regel ein mit Desinfektions- und Verbandmaterial ausgestatteter Erste-Hilfe-Kasten ausreichend ist, wobei für genauere Ausstattungsmerkmale empfohlen wird, den Rat eines Arztes oder Apothekers einzuholen. Medikamente sind jedenfalls getrennt davon und nicht frei zugänglich aufzubewahren, da sie nur von nach der Heilmittelgesetzgebung berechtigten Personen verabreicht werden dürfen.

## Norwegen
In Norwegen ist für Kraftfahrzeuge kein Verbandkasten vorgeschrieben.

## Vereinigtes Königreich
Das Vereinigte Königreich (UK) unterscheidet sich bei den Regelungen für Verbandkästen stark vom deutschsprachigen Raum.

### Kraftfahrzeuge
In Großbritannien besteht im Gegensatz zu den meisten Ländern Europas für Bürger überhaupt keine Verpflichtung, Verbandkästen oder auch andere Sicherheitsausrüstung wie Warnwesten, Pannendreieck oder Feuerlöscher mitzuführen. Britischen Touristen drohen daher bei Verkehrskontrollen oder im Falle eines Unfalls im Ausland erhebliche Strafen, wenn sie nicht von sich aus vorsorgen. Diesem Problem kann durch den Erwerb von eigens auf die europäische Gesetzeslage zugeschnittenen European Travel Kits Abhilfe geschafft werden.

### Arbeitsschutz
Britische Arbeitgeber haben laut Health & Safety (First-Aid) Regulations 1981 die gesetzliche Pflicht, adäquate und geeignete Ausrüstung und Einrichtungen zur Leistung von Erster Hilfe am Arbeitsplatz bereitzustellen. Für die genauere Ausführung dessen, was als adäquat und geeignet ist, ist die Health and Safety Executive (HSE) zuständig, die zu diesem Zweck den so genannten Approved Code of Practice (ACoP) herausgibt.
Die Erste-Hilfe-Bestimmungen für Verbandkästen am Arbeitsplatz sind im ACoP L74 verankert. Dennoch gibt es keine vorgeschriebene Mindestausstattung oder Mindestanzahl. Vielmehr wird dem Arbeitgeber auferlegt, die benötigte Erste-Hilfe-Ausrüstung und somit auch den Inhalt und Anzahl von Verbandkästen im Rahmen eines vorgeschriebenen Risk Assessments (Risikoabschätzung) zu bestimmen.
Für weitestgehend risikolose Büroarbeitsplätze besteht die von der HSE empfohlene, recht spärliche Mindestausstattung für Verbandkästen lediglich aus Erste-Hilfe-Anleitung, 20 Verbandpäckchen (selbstklebend), zwei Augenverbänden, vier Dreiecktüchern, sechs Sicherheitsnadeln, sechs mittelgroßen Wundauflagen, zwei großen Wundauflagen und einem Paar Einweghandschuhe.